# Bahnstrecke Neapel–Portici
| Eröffnungsfahrt der Eisenbahn Neapel–Portici, Gemälde von Salvatore Fergola |                      |                                 |                                 |
| |                      |                                 |                                 |
| Streckenlänge: | 7,25 km              |                                 |                                 |
| Spurweite: | 1435 mm (Normalspur) |                                 |                                 |
| |                      |                                 |                                 |
| \| \| 0,0[1] \| Napoli Centrale \| Napoli Centrale \| \| \| \| von/nach Rom \| \| \| \| 0,0 \| Napoli \| Napoli \| \| \| \| Ferrovia Circumvesuviana \| \| \| \| \| \| \| \| \| 4,3 \| San Giovanni Barra \| San Giovanni Barra \| \| \| 5,8 \| Pietrarsa San Giorgio a Cremano \| Pietrarsa San Giorgio a Cremano \| \| \| 7,6 \| Portici-Ercolano \| Portici-Ercolano \| \| \| \| nach Salerno \| \| |                      |                                 |                                 |
| Kopfbahnhof Streckenanfang | 0,0                  | Napoli Centrale                 | Napoli Centrale                 |
| Abzweig geradeaus, nach links und von links |                      | von/nach Rom                    | von/nach Rom                    |
| Kopfbahnhof Streckenanfang (Strecke außer Betrieb) · Strecke | 0,0                  | Napoli                          | Napoli                          |
| Strecke (außer Betrieb) · Kreuzung geradeaus unten |                      | Ferrovia Circumvesuviana        | Ferrovia Circumvesuviana        |
| Verschwenkung nach links (Strecke außer Betrieb) · Verschwenkung nach rechts |                      |                                 |                                 |
| Bahnhof | 4,3                  | San Giovanni Barra              | San Giovanni Barra              |
| Bahnhof | 5,8                  | Pietrarsa San Giorgio a Cremano | Pietrarsa San Giorgio a Cremano |
| Bahnhof | 7,6                  | Portici-Ercolano                | Portici-Ercolano                |
| Strecke |                      | nach Salerno                    | nach Salerno                    |

Die Bahnstrecke Neapel–Portici war die erste Eisenbahnstrecke Italiens.

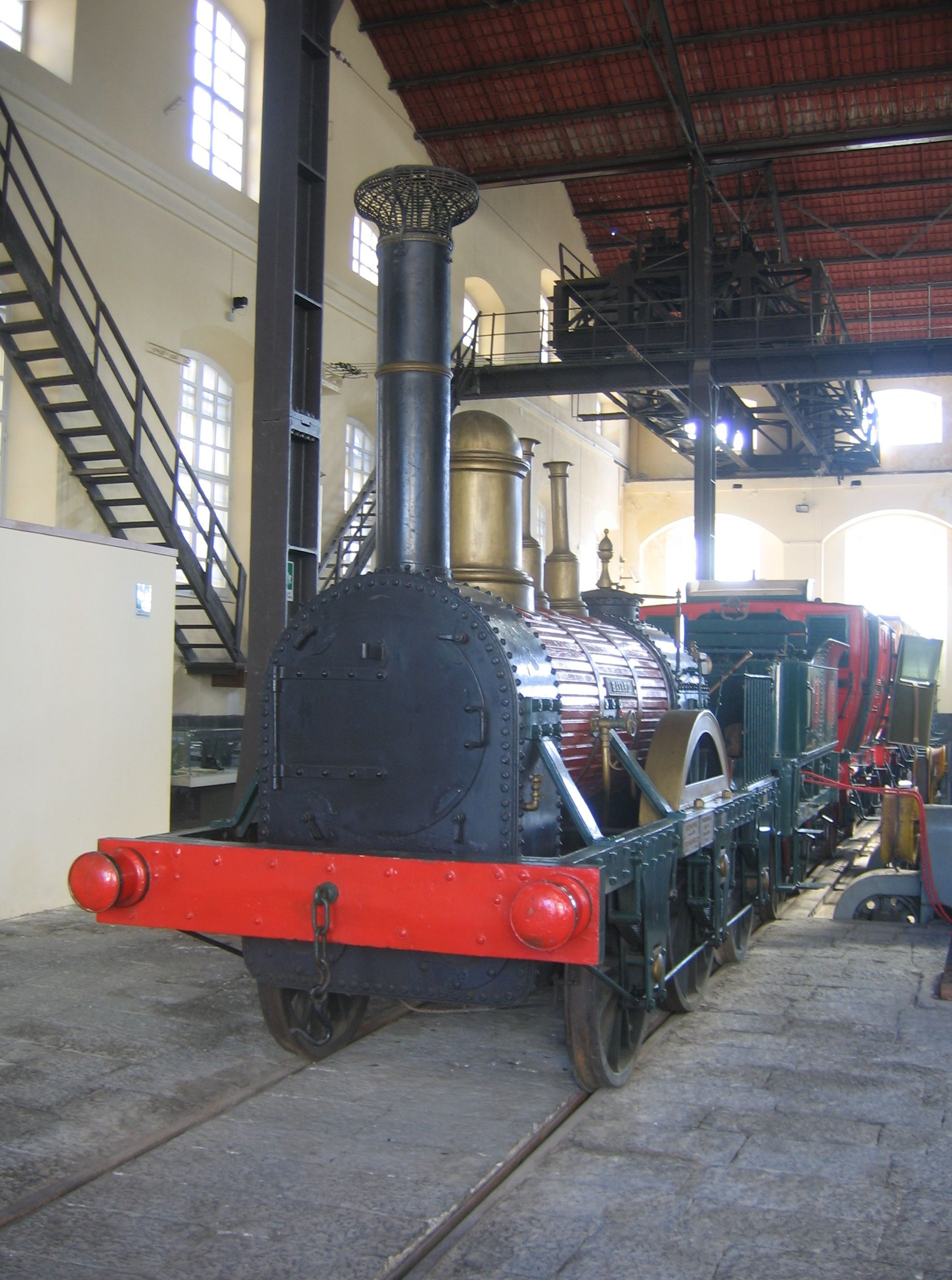
Nachbau des ersten italienischen Zuges im Nationalen Eisenbahnmuseum Pietrarsa

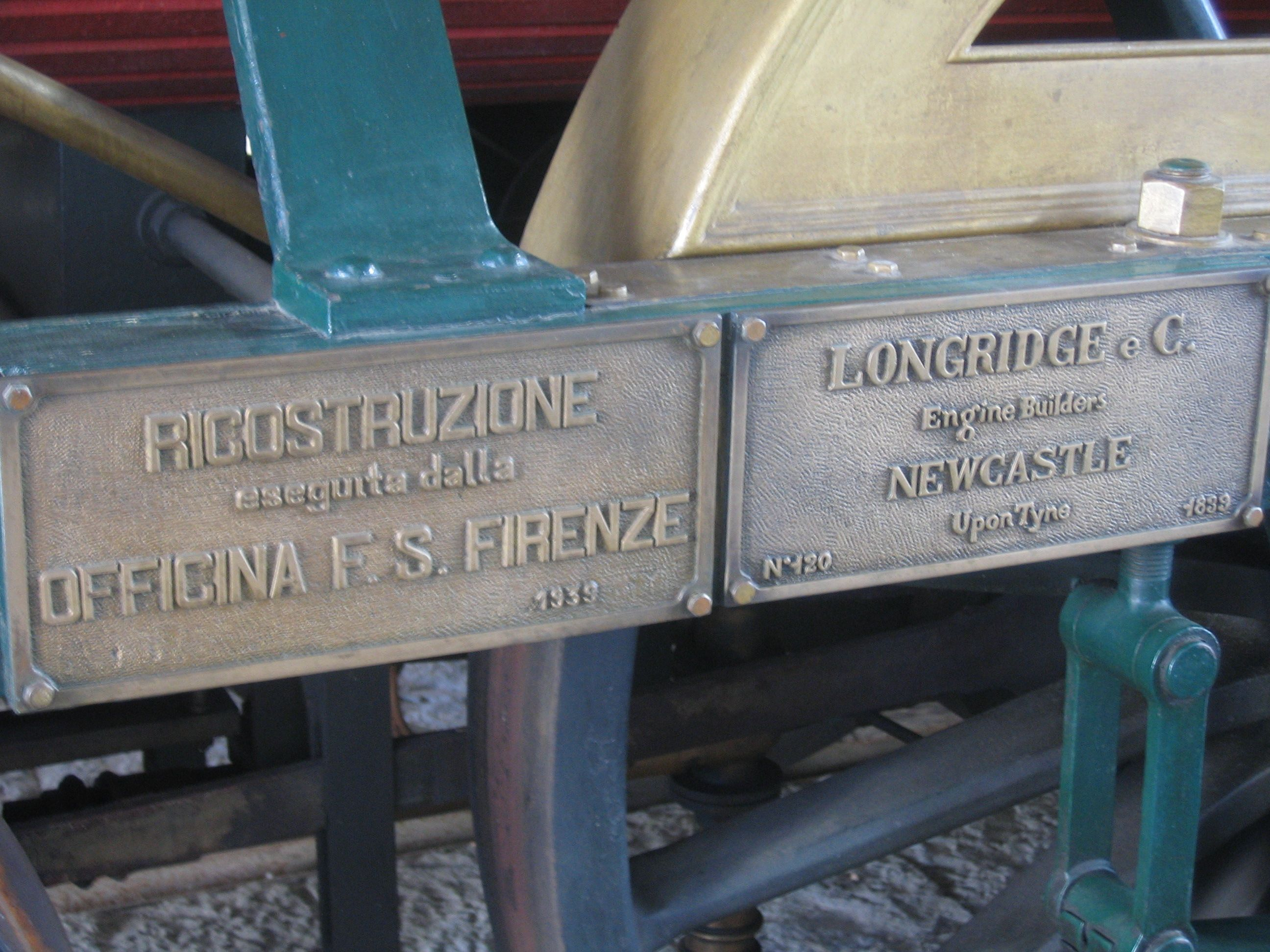
Fabrikschilder der Bayard

Die Bahn wurde eingleisig und in Normalspur errichtet und am 3. Oktober 1839 durch König Ferdinand II. eröffnet. Sie war 7,25 Kilometer lang. Ausgangspunkt in Neapel war der heutige Corso Garibaldi, also etwa der Bereich des heutigen Hauptbahnhofs von Neapel. Am Zielbahnhof Portici befand sich eine königliche Residenz, am Fuß des Vesuv. Die Linie verlief im damals noch selbständigen Königreich beider Sizilien. Errichtet wurde sie aufgrund einer von dem französischen Unternehmer Armand Bayard de la Vingtrie erwirkten Konzession. Die Konzession erlaubte den Bau der Bahn bis Nocera Inferiore an der Halbinsel von Sorrent, eine 35,8 Kilometer lange Strecke entlang dem Golf von Neapel. Künftige Verlängerungen nach Salerno und Avellino waren als Optionen vorgesehen. Die Verlängerung bis Castellammare di Stabia erfolgte 1842, bis nach Nocera Inferiore 1844.
Die schmiedeeisernen Schienen waren auf Steinquadern montiert, die in den Boden eingegraben wurden. Die Spurweite wurde durch Querstreben sichergestellt. Die „moderne“ Holzschwelle war noch nicht erfunden.
Als Grundausstattung wurden drei Lokomotiven von Longridge aus Newcastle upon Tyne geliefert, von denen zwei die Namen Bayard und Vesuvio trugen. Ihr Gewicht betrug je 13 Tonnen, sie leisteten 65 PS und erreichten eine Höchstgeschwindigkeit von 50 km/h. Die Wagen wurden vor Ort hergestellt.

## Wissenswertes
Heute ist die Strecke Teil der Bahnstrecke Neapel–Salerno. An der Bahnstrecke Neapel–Portici liegt auch das Nationale Eisenbahnmuseum Pietrarsa unmittelbar an dem Haltepunkt Pietrarsa-S.Giorgio a Cremano. Dort sind originalgetreue betriebsfähige Nachbauten der ersten Lokomotive und der ersten Wagen der Bahn ausgestellt.